# Iminosäuren

1-Pyrrolin-5-carboxylsäure, eine N-substituierte Iminosäure.

Eine Iminosäure bezeichnet in der Chemie eine Stoffgruppe, deren Vertreter eine Iminogruppe und eine Carboxylgruppe aufweisen.

## Eigenschaften
Iminosäuren sind strukturell ähnlich den Aminosäuren aufgebaut. Das Enzym Prolin-Dehydrogenase (PRODH/POX) oxidiert Prolin zur Iminosäure (S)-Δ1-Pyrrolin-5-carbonsäure (P5C). Iminosäuren können im Darm durch die Permease hPAT1 (human proton-coupled amino acid transporter 1, synonym SLC36A1) aufgenommen werden.
Die Aminosäuren Prolin und Hydroxyprolin besitzen ein sekundäres Amin und wurden früher als Iminosäuren bezeichnet, jedoch ist die Bezeichnung veraltet. Früher wurden Imidosäuren ebenfalls als Iminosäuren bezeichnet.